# Chen Chusheng
Dans ce nom chinois, le nom de famille, Chen, précède le nom personnel.
Chen Chusheng (chinois : 陈楚生 ; pinyin : Chén Chǔshēng, jyutping : CAN4 Co2 Saang1), né le 25 juillet 1981 à Sanya, est un acteur et chanteur chinois. 
Il remporte la première saison du télé-crochet musical chinois, Super Boy le 25 mai 2007.

## Biographie

### Jeunesse
Chen Chusheng naît le 25 juillet 1981 à Sanya dans la province chinoise d'Hainan.
Depuis son enfance, Chen Chusheng a développé des intérêts pour la guitare et le chant. 
Après avoir obtenu son diplôme d’études secondaires, Chen Chusheng suit son frère pour réparer les motos à Maling. Son travail de réparation de motos n'était pas son travail idéal, préférant se tourner vers la musique. Il a confié à nombreuses reprises à son père qu'il souhaitait se rendre à Shenzhen ou à Shantou pour lancer sa carrière dans la musique. Malgré son ambition, son père était en désaccord avec son choix. 
En avril 2000, son père laisse se rendre à Shenzhen lorsqu'un ami de son père qui a ouvert un fast-food, promet de s'occuper de lui à Shenzhen. Il décida très vite de concentrer tous ses efforts pour devenir chanteur. Il y suit des cours de guitare et de chant, et joue et chante dans des bars près de son domicile.
En 2003, Chen Chusheng remporte à Changsha le National PUB Singer Competition, devant Warner, Star, Zhengda, Xinsor et d’autres maisons de disques en langue chinoise.

### Carrière musicale et cinématographique
Chen Chusheng participe en 2007 au télé-crochet musical chinois Super Boy consacré exclusivement aux hommes et spin-off du concours de chant féminin Super Girl. Il était le seul concurrent de l'émission provenant d'Hainan. Il en ressort vainqueur contre Su Xing. 
Après sa victoire à Super Boy, Chen Chusheng retourne dans sa ville natale, Sanya où il est récompensé du titre d'ambassadeur de l'image de Sanya.  
En 2002, il chante Kids in the Mountains (大山的孩子) pour un court métrage de promotion des activités de bienfaisance dans la province du Guizhou, produit par SZTV.
Après sa victoire, il signa avec le label chinois, EE-Media, qui est l'un des principaux sponsors de l'émission de télévision. Peu de temps après, il a sorti son premier single Has Anyone Told You (有 没有 人 告诉 你).
En 2008, il intente une action en justice contre EE-Media pour résilier unilatéralement son contrat avec son label, EE-Media. Les conflits étaient dues à une exposition intentionnelle antérieure de sa vie privée par les médias que Chen pensait inapproprié, et a refusé que sa vie privée permette d’être liée au développement de sa carrière de chanteur ou d'élever sa popularité.
En 2012, il joua dans un film taïwanais, New Perfect Two dans le rôle de Zun Ni.
En 2018, il incarne le rôle de Wu Jinglan aux côtés de Wang Leehom, Huang Xiaoming et Zhang Ziyi dans le film dramatique chinois, Forever Young réalisé par Li Fangfang .
En 2019 il participe à la 7e saison de Singer. En effet il intègre la compétition lors de la 11e semaine, mais est éliminé la semaine suivante, à une semaine de la finale. 
En 2025 il participe de nouveau à Singer, lors de la 10e saison du programme. Cette fois-ci il débute lors de la 1er semaine, et fini vainqueur lors de la 13e semaine, devant notamment Mickey Guyton, Beni Arashiro et A-Lin.

### Groupes affiliés
Tout en menant une carrière musicale solo, Chen Chusheng a fait partie deux groupes musicaux, BigBoy et SPY.C.

#### BigBoy (2006-2007)
Ému par la performance du groupe Gas Bing Band dans un bar, Chen Chusheng rencontre Wang Dong, le guitariste du groupe, et Tao Hua, le claviériste. De 2006 à 2007, ils forment avec le groupe BigBoy, auxquels vont de rejoindre le bassiste, Cheng Xue et le  batteur Li Jian et Zeng comme chanteur secondaire.

#### SPY.C (2017-)
Chen Chusheng prépare le premier album du groupe SPY.C en décembre 2014. En avril 2015, le premier album est entré en pleine phase de création et de production, et il n'a été terminé qu'en juillet-août 2016. Le 29 mars 2017 vint la sortie du premier album du groupe du même nom " Detective C ".

## Discographie

### Albums studios
| Titre de l'album                                  | Détails de l'album                                       |
| ------------------------------------------------- | -------------------------------------------------------- |
| From Winter to Spring (冬去春来)                  | * Date : 28 décembre 2009 * Label : Huayi Brothers Music |
| Legend of Shadow (影之传说)                       | * Date : 22 décembre 2010 * Label : Huayi Brothers Music |
| Yin (癮)                                          | * Date : 2 février 2012 * Label : Huayi Brothers Music   |
| I Know You Are Not Far From Me (我知道你離我不遠) | * Date : 10 juin 2013 * Label : Huayi Brothers Music     |
| Spy.C (偵探C)                                     | * Date : 29 mars 2017 * Label : StreetVoice              |
| Journey to the Light (趨光)                       | * Date : 28 juin 2019 * Label : Universal Music          |
| Doodle Forest (涂鸦森林)                          | * Date : 25 juillet 2021 * Label : CVE Music             |

### Albums Live
| Titre de l'album                  | Détails de l'album                                 |
| --------------------------------- | -------------------------------------------------- |
| 1/7 Concert Live (七分之一的理想) | * Date : 25 juillet 2018 * Label : Universal Music |

### Extended Play
| Titre de l'album                           | Détails de l'album                                   |
| ------------------------------------------ | ---------------------------------------------------- |
| I've Never Been Alone (原来我一直都不孤单) | * Date : 5 novembre 2007 * Label : EE-Media          |
| Green Surging (绿动)                       | * Date : 12 juin 2010 * Label : Huayi Brothers Music |
| The Unforgettable (忘不了)                 | * Date : 7 aout 2020 * Label : Universal Music       |

### Musique de films et de séries télévisées
- 2009: Qie Ting Feng Yin (且听风吟), chanson-thème de The Message (风声)
- 2010 : Hawthorn flowers (山楂花), bande-originale de The Love of the Hawthorn Tree (山楂树之恋), avec Shilei Chang et Chen Qigang
- 2010: 丹书铁契 et 相忘于江湖 , génériques d'ouverture et de fin de Détective Dee : Le Mystère de la flamme fantôme (狄仁傑之通天帝國)
- 2010: 风起时，想你, générique d'ouverture de Fall in Love with Anchor Beauty (夏娃的诱惑)
- 2010: 天长地久, générique de fin de Post 80 (80'后) de Li Fangfang
- 2010 : 男孩的梦, interlude de World Expo Mobilization (世博总动员)
- 2011: Float Light (浮光), bande-originale de The Man Behind the Courtyard House (守望者：罪恶迷途)[6]
- 2015: That Distance (那个远⽅), générique de fin de The Whirlwind Girl (旋⻛少⼥)
- 2019: Zhaoya (招摇), générique d'ouverture de The Legends (招摇), avec Hu Shasha

## Filmographie
- 2009 : China Idol Boys (乐火男孩) de Lin Huaquan : Qin Chung
- 2012 : New Perfect Two (新天生一对) de Zhu Yanping : Zun Ni
- 2012 : Midnight Radio Station of Kangqiao (康桥的午夜电台) de Shen Weiyuan : Zhang Yu (court-métrage de Impossible Possibility)
- 2012 : Transformation (蜕变) de Xu Zhepei : Pompidou (court-métrage)
- 2013 :  Weak Birds Rush Forward (衰鸟向前冲) de Wang Xiao-Feng : Chanteur
- 2015 : Oh My God (从天儿降) de Wei Min : Mark
- 2018 : Forever Young (無問西東) de Li Fangfang : Wu Jinglan
- 2020 : Let Life Be Beautiful (再见吧！少年) de Lin Ziping : Chen Chusheng

## Distinctions
Cette section récapitule les principales récompenses et nominations obtenues par Chen Chusheng..
| Année | Cérémonie                                              | Pays                                        | Résultat | Prix                                                                                | Film                                              |
| ----- | ------------------------------------------------------ | ------------------------------------------- | -------- | ----------------------------------------------------------------------------------- | ------------------------------------------------- |
| 2007  | Music Pioneer Chart Awards                             | Drapeau de la République populaire de Chine | Remporté | Top 10 des chansons d'or d'avant-garde sur le continent                             | I'm Not Lonely All the Time (原来我一直都不孤单)  |
| 2007  | Music Pioneer Chart Awards                             | Drapeau de la République populaire de Chine | Remporté | Meilleur espoir pionnier du continent                                               |                                                   |
| 2007  | Music Pioneer Chart Awards                             | Drapeau de la République populaire de Chine | Remporté | Chanteur pionnier le plus populaire en ligne (prix masculin)                        |                                                   |
| 2007  | Music Pioneer Chart Awards                             | Drapeau de la République populaire de Chine | Remporté | Meilleur auteur-compositeur-interprète pionnier                                     |                                                   |
| 2008  | 8e Top Chinese Music Awards                            | Drapeau de la République populaire de Chine | Remporté | Meilleur chanson (Chine)                                                            | Has Anyone Told You? (有没有人告诉你)             |
| 2008  | Metro Showbiz Hit Awards 2008                          | Drapeau de Hong Kong                        | Remporté | Chanteur le plus prometteur                                                         |                                                   |
| 2008  | China Mobile Wireless Music Awards                     | Drapeau de la République populaire de Chine | Remporté | Chanson d'or romantique la plus populaire                                           |                                                   |
| 2008  | Baidu Entertainment Hot Point Awards                   | Drapeau de la République populaire de Chine | Remporté | Le chanteur de talent le plus populaire tourné au spectacle                         |                                                   |
| 2009  | 9e Global Chinese Music Awards                         | Drapeau de la République populaire de Chine | Remporté | Auteur-compositeur-interprète le plus populaire                                     |                                                   |
| 2009  | A8 Music 'Fourth Original Music Contest Award Ceremony | Drapeau de la République populaire de Chine | Remporté | Meilleur espoir - Compositeur de l'année                                            |                                                   |
| 2010  | 5e Beijing Popular Music Awards                        | Drapeau de la République populaire de Chine | Remporté | Meilleur EP                                                                         | Green Surging                                     |
| 2010  | 5e Beijing Popular Music Awards                        | Drapeau de la République populaire de Chine | Remporté | Meilleur auteur-compositeur-interprète                                              |                                                   |
| 2010  | 17e Oriental Billboard Awards                          | Drapeau de la République populaire de Chine | Remporté | Top 10 des chansons d'or                                                            | Sing A Love Song Alone (一个人唱情歌)             |
| 2010  | 17e Oriental Billboard Awards                          | Drapeau de la République populaire de Chine | Remporté | Meilleur chanteur                                                                   |                                                   |
| 2010  | 17e Oriental Billboard Awards                          | Drapeau de la République populaire de Chine | Remporté | Meilleur compositeur                                                                |                                                   |
| 2011  | 18e Oriental Billboard Awards                          | Drapeau de la République populaire de Chine | Remporté | Top 5 des artistes les plus populaires sur le continent                             |                                                   |
| 2011  | 18e Oriental Billboard Awards                          | Drapeau de la République populaire de Chine | Remporté | Top 10 des chansons d'or                                                            | Love of the Hawthorn Tree (山楂花)                |
| 2011  | 11e Top Chinese Music Awards                           | Drapeau de la République populaire de Chine | Proposé  | Meilleur chanteur masculin (Chine)                                                  | Legend of Shadow (影之传说)                       |
| 2011  | 11e Top Chinese Music Awards                           | Drapeau de la République populaire de Chine | Remporté | Meilleur chanteur (Chine)                                                           | Green Surging (绿动)                              |
| 2011  | 11e Top Chinese Music Awards                           | Drapeau de la République populaire de Chine | Remporté | Meilleur EP (Chine)                                                                 | Green Surging (绿动)                              |
| 2011  | Music Pioneer Chart Awards                             | Drapeau de la République populaire de Chine | Remporté | Top 10 des chansons d'or d'avant-garde sur le continent                             | Addiction (瘾)                                    |
| 2011  | Music Pioneer Chart Awards                             | Drapeau de la République populaire de Chine | Remporté | 5 chanteurs pionniers les plus populaires (catégorie homme)                         |                                                   |
| 2011  | Music Pioneer Chart Awards                             | Drapeau de la République populaire de Chine | Remporté | Meilleur chanteur pionnier - récompensé conjointement par 22 radios (prix masculin) |                                                   |
| 2012  | Music Pioneer Chart Awards                             | Drapeau de la République populaire de Chine | Remporté | Chanson en duo la plus populaire (partagé avec He-Jie)                              | After (经过)                                      |
| 2012  | 19e Oriental Billboard Awards                          | Drapeau de la République populaire de Chine | Remporté | Meilleur chanteur masculin                                                          | Addiction (瘾)                                    |
| 2012  | 12e Top Chinese Music Awards                           | Drapeau de la République populaire de Chine | Proposé  | Meilleur chanteur masculin                                                          | Addiction (瘾)                                    |
| 2012  | 12e Top Chinese Music Awards                           | Drapeau de la République populaire de Chine | Proposé  | Meilleur chanteur                                                                   |                                                   |
| 2012  | 10e Huading Awards                                     | Drapeau de la République populaire de Chine | Proposé  | Meilleur chanteur de thème (TV) (partagé avec He-Jie)                               |                                                   |
| 2013  | Music Pioneer Chart Awards                             | Drapeau de la République populaire de Chine | Remporté | Top 10 des chansons d'or d'avant-garde sur le continent                             | I know You Are Not Far From Me (我知道你离我不远) |
| 2013  | Music Pioneer Chart Awards                             | Drapeau de la République populaire de Chine | Remporté | Meilleur album récompensé conjointement par 23 radios                               | I know You Are Not Far From Me (我知道你离我不远) |
| 2013  | Music Pioneer Chart Awards                             | Drapeau de la République populaire de Chine | Remporté | Meilleur chanteur pionnier - récompensé conjointement par 23 radios (prix masculin) |                                                   |
| 2013  | 11e Huading Awards                                     | Drapeau de la République populaire de Chine | Remporté | Meilleur auteur-compositeur-interprète masculin                                     |                                                   |